# Angelo De Gubernatis
Angelo De Gubernatis, född 7 april 1840, död 26 februari 1913, var en italiensk lärd.
Gubernatis var 1863-90 professor i sanskrit i Florens, 1890-1913 i italiensk litteratur i Rom. Han utövade ett omfångsrikt författarskap på flera av språk- och litteraturforskningens områden och även sysslat med folkloristik. Ursprungligen indisk filolog författade han bland annat dramer med indiskt ämnesval, av vilka Il re Nala (1869) är mest känd. Bland Gubernatis folkloristiska arbeten märks Zoologica mythology (1872) och La mythologie des plantes (2 band, 1878-82). Hans betydelsefullaste arbeten torde vara Dizionario biografico degli scrittori contemporanei (1879-80, fransk upplaga i 3 band 1889-91) och Storia universale della letteratura (23 band, 1882-85).